# الروضة (المحفد)

تعديل مصدري - تعديل

الروضة هي إحدى قرى عزلة المحفد بمديرية المحفد التابعة لمحافظة أبين، بلغ تعداد سكانها 201 نسمة حسب تعداد اليمن لعام 2004.